# César Ernest Payan
 (août 2025).
Motif : Contributeur qui créé un article sur un de ses aïeux.
- Archive Wikiwix
- Bing
- Cairn
- DuckDuckGo
- E. Universalis
- Gallica
- Google
- G. Books
- G. News
- G. Scholar
- Persée
- Qwant
- (zh) Baidu
- (ru) Yandex
- (wd) trouver des œuvres sur Wikidata

| 1. | Préciser le motif de la pose du bandeau. | Précisez le motif de la pose du bandeau en utilisant la syntaxe suivante : {{admissibilité à vérifier\|date=août 2025\|motif=remplacez ce texte par le motif}}                          |
| 2. | Informer les utilisateurs concernés.     | Pensez à avertir le créateur de l'article, par exemple, en insérant le code ci-dessous sur sa page de discussion : {{subst:avertissement admissibilité à vérifier\|César Ernest Payan}} |

César Ernest Payan, né le 9 mars 1879 à Entraunes dans les Alpes-Maritimes et « Tué à l’ennemi » le 20 août 1918 à Villers-lès-Roye (Somme), est le seul maire du département des Alpes-Maritimes à être « Mort pour la France » en 1918.

## Biographie militaire
Appelé de la classe 1899, il a été normalement versé dans l’armée territoriale en 1913 à l’âge de 34 ans. Il n’est donc mobilisé que le 14 décembre 1914 au 6e bataillon territorial de chasseurs alpins (6e BCA-T) de Nice. Ce n’est qu’en avril 1915 qu’il rejoint ses camarades engagés sur le front sud des Vosges sous les ordres d’un chef de bataillon hors du commun – George Desvallières - le célèbre peintre engagé volontaire à l’âge de 53 ans. Le 7 janvier 1918, César Payan passe au 5e bataillon territorial de chasseurs alpins (5e BCA-T) dans le même secteur. Puis, le 11 avril 1918, il passe au 65e bataillon de chasseurs à pied (65e BCP), un des trois bataillons de chasseurs de la 56e division d'infanterie du général Demetz qui s'était opposée à l'offensive de Ludendorff en mars 1918 dans la brèche de l’Avre-Montdidier. Sur pied de guerre dès le 31 juillet 1918 à l’est d’Amiens, il participe à la très grande offensive alliée – dite des Cent-Jours – qui débute le 8 août 1918 et se termine par la capitulation de l’Allemagne le 11 novembre. Le 11 août, il est engagé avec son bataillon sur la rive nord de l’Avre en direction de Villers-lès-Roye (Somme) dont ils s’emparent cinq jours après dans le cadre de la 2e phase de la bataille de Picardie.
C’est à Villers-lès-Roye qu’il est « tué à l’ennemi » par un avion bombardier allemand en ramenant au poste de secours un soldat blessé. Il est d’abord inhumé sur place et décoré à titre posthume de la croix de guerre et de la médaille militaire. Les restes de sa dépouille mortelle ont été transférés le 15 novembre 1921 dans la tombe individuelle no 708 du cimetière militaire de Beuvraignes situé à 7 km de là où il a été tué. Sa commune natale a inscrit son nom en avant-dernière position sur la liste des 18 « Morts pour la France » du monument aux morts et a donné son nom à la place de l’ancienne mairie où il exerça ses fonctions de maire à partir de 1907.

## Biographie non militaire
C'est le 6 février 1909 qu'il se marie avec l'institutrice nommée dans sa commune d'Entraunes - Philippine Honorine Bermond (1888-1960) - dont il aura trois enfants : Marcel César Rodolphe Payan (1909-2006), Yvonne Joséphine Louise Payan (née et décédée en 1911) et André Payan (1913-1984).

## Distinctions
- Médaille militaire
- Croix de guerre 1914-1918

### Hommages
La place de l'ancienne mairie d'Entraines porte son nom.